# Norgesmesterskapet 1937
La Norgesmesterskapet 1937 di calcio fu la 36ª edizione del torneo. La squadra vincitrice fu il Mjøndalen, che vinse la finale contro l'Odd con il punteggio di 4-2.

## Risultati

### Terzo turno
| Squadra 1       | Risultato      | Squadra 2    |
| --------------- | -------------- | ------------ |
| Fredrikstad     | 8 – 0          | Aalesund     |
| Storm           | 2 – 0          | Berger       |
| Viking          | 3 – 2          | Brann        |
| Ranheim         | 4 – 4 (d.t.s.) | Clausenengen |
| Lyn Oslo        | 3 – 1          | Djerv 1919   |
| Strong          | 1 - 4          | Fram Larvik  |
| Frigg           | 0 - 4          | Jevnaker     |
| Odd             | 4 – 0          | Gresvik      |
| Hardy           | 4 – 2          | Jarl         |
| Kristiansund FK | 2 – 1          | Nydalen      |
| Kvik Halden     | 4 – 0          | Urædd        |
| Lillestrøm      | 1 – 1 (d.t.s.) | Lisleby      |
| Mjøndalen       | 5 – 1          | Selbak       |
| Moss            | 4 – 3          | Vålerengen   |
| Pors            | 0 - 1          | Tistedalen   |
| Steinkjer       | 0 - 5          | Rosenborg    |

#### Ripetizione
| Squadra 1 | Risultato | Squadra 2    |
| --------- | --------- | ------------ |
| Ranheim   | 2 - 3     | Clausenengen |
| Lisleby   | 7 – 1     | Lillestrøm   |

### Quarto turno
| Squadra 1    | Risultato      | Squadra 2       |
| ------------ | -------------- | --------------- |
| Clausenengen | 1 - 5          | Mjøndalen       |
| Fram Larvik  | 2 – 1 (d.t.s.) | Kvik Halden     |
| Rosenborg    | 0 - 5          | Fredrikstad     |
| Hardy        | 0 - 5          | Lyn Oslo        |
| Jevnaker     | 5 – 1          | Moss            |
| Lisleby      | 2 – 1          | Kristiansund FK |
| Tistedalen   | 2 - 4          | Odd             |
| Viking       | 2 – 2 (d.t.s.) | Storm           |

#### Ripetizione
| Squadra 1 | Risultato | Squadra 2 |
| --------- | --------- | --------- |
| Viking    | 1 – 0     | Storm     |

### Quarti di finale
| Squadra 1   | Risultato | Squadra 2   |
| ----------- | --------- | ----------- |
| Odd         | 1 – 0     | Fram Larvik |
| Fredrikstad | 2 – 1     | Viking      |
| Lyn Oslo    | 3 – 2     | Jevnaker    |
| Mjøndalen   | 3 – 2     | Lisleby     |

### Semifinali
| Squadra 1 | Risultato | Squadra 2   |
| --------- | --------- | ----------- |
| Mjøndalen | 2 – 1     | Fredrikstad |
| Odd       | 2 – 1     | Lyn Oslo    |

### Finale
| Arbitro: | Simensen |

|                                             |           |                          |
| Pettersen 5’ Temte 55’ E. Andersen 67’, 86’ | Marcatori | 37’ Forberg 65’ Holmberg |

#### Formazioni
| Mjøndalen |  |                  |
|           |  |                  |
|           |  | Sverre Nordby    |
|           |  | Roald Amundsen   |
|           |  | Hans Andersen    |
|           |  | Arthur Simensen  |
|           |  | Oddmund Andersen |
|           |  | Åge Nilsen       |
|           |  | Bjarne Pettersen |
|           |  | Einar Andersen   |
|           |  | Jørgen Hval      |
|           |  | Trygve Halvorsen |
|           |  | Harald Temte     |